# Slaughter
Gli Slaughter sono un gruppo hair metal formato a Las Vegas, Nevada nel 1989.
Il gruppo nacque dalle ceneri dei Vinnie Vincent Invasion, quando la Chrysalis Records sciolse il contratto discografico di Vinnie Vincent per trasferirlo agli ex membri Mark Slaughter e Dana Strum, che assemblarono una nuova formazione con Tim Kelly e Blas Elias.

## Storia
La band venne fondata da Mark Slaughter e Dana Strum, due membri uscenti dai Vinnie Vincent Invasion di Vinnie Vincent, ex chitarrista dei Kiss. In quel periodo Slaughter e Strum erano a Los Angeles alla produzione di alcune demo per gli emergenti White Heat, che faranno strada con il nome di FireHouse una volta firmato il contratto con la Epic Records. I due incontrarono il chitarrista Tim Kelly, a Philadelphia ai Cherokee Studios. Kelly era stato per un brevissimo tempo negli Odin e negli Hellion. Completò la formazione il batterista Blas Elias, arruolato dopo una lunga ricerca.
Gli Slaughter trovarono subito un accordo per la Chrysalis Records e nel 1990 esordirono con l'album Stick It to Ya, da cui venne estratta la hit Up All Night. Il disco ebbe un ottimo riscontro di vendite, e seguì l'altro singolo di successo Fly to the Angels, che venne trasmesso a ruota su MTV. Dato il successo della band ai concerti, l'etichetta decise di realizzare un mini-live album intitolato Stick It Live, contenente cinque tracce. A contribuire alla loro notorietà fu anche un tour americano con i Kiss e la partecipazione alla colonna sonora del film Un mitico viaggio (titolo originale Bill & Ted's Bogus Journey) con Alex Winter e Keanu Reeves nel 1991. L'album Stick It to Ya guadagnerà in breve tempo il doppio disco di platino. Curiosamente, la modella che appare sulla copertina dell'album sposò il chitarrista Robbin Crosby dei Ratt. Alla 18ª edizione degli American Music Award, gli Slaughter vennero premiati nella sezione nuovi artisti heavy metal.
Nel 1992 la band pubblicò il secondo album The Wild Life, che debuttò direttamente nella top 10 della Billboard 200 e ottenne il disco d'oro. L'album venne promosso da un tour in compagnia di Ozzy Osbourne. Proprio in quel periodo si assiste all'esplosione del movimento grunge che fece declinare il genere hair metal. Nonostante questo imprevisto, gli Slaughter rimasero sulle orme del successo con regolari esibizioni, anche durante gli anni più duri. Il gruppo si dedicò alla realizzazione del terzo album, ma verso la fine del 1992 Mark Slaughter venne ricoverato per un'operazione alle corde vocali, mentre nel 1993 Tim Kelly venne arrestato per le accuse di traffico di droga, ed il bassista Dana Strum subì un incidente in moto che gli impedì di suonare. Questi avvenimenti tardarono la produzione dell'album. La band finì le registrazioni nel febbraio del 1994, quando Strum venne completamente riabilitato. Nel frattempo la Chrysalis Records era stata assorbita dalla EMI, che decise di rescindere una serie di contratti tra cui quello degli Slaughter e di altri artisti popolari come Billy Idol e Huey Lewis and the News. La Crysalis salutò il gruppo con la pubblicazione della raccolta Mass Slaughter: The Best of Slaughter.
Nel 1995, dopo aver firmato un contratto con la nuova etichetta CMC Records, gli Slaughter pubblicarono Fear No Evil che però passò inosservato in patria, mentre guadagnò più consensi in Giappone. Il chitarrista Dave Marshall sostituirà per un breve periodo Tim Kelly, alle prese con alcuni problemi legali. Dal 1997 la band intraprenderà strade differenti con l'album Revolution che vedeva un cambio di sonorità verso il rock psichedelico in stile anni sessanta, ma tuttavia passò inosservato presso il grande pubblico. Il 5 febbraio 1998 si consumò la tragedia della morte di Tim Kelly. Il chitarrista perse la vita durante un incidente d'auto, dopo essere stato coinvolto in una collisione con un camion che lo travolse nel deserto dell'Arizona. Kelly fu subito portato in ospedale, ma venne a mancare durante il tragitto per le gravi lesioni alla testa. Kelly aveva suonato l'ultima volta con gli Slaughter il 15 novembre 1997 al Harpo's club di Detroit. La band decise in ogni caso di continuare, e a sostituzione di Kelly venne arruolato nuovamente come turnista Dave Marshall durante il tour in Giappone. Il definitivo ruolo di chitarrista venne poi preso da Jeff Blando. Kelly venne omaggiato con la pubblicazione di un album dal vivo intitolato Eternal Live, contenente alcune delle ultime esibizioni del chitarrista prima di morire.
Nel 1999 la band registrò insieme a Jeff Blando il nuovo disco Back to Reality. Durante quell'estate il gruppo apparì in una serie di concerti con Ted Nugent e Night Ranger. Grazie a queste apparizioni cominceranno a vedere un leggero ritorno al successo e l'anno successivo suoneranno al fianco di Poison, Cinderella e Dokken. Blando venne poco tempo dopo ingaggiato come turnista dai riformati Saigon Kick. Blas Elias raggiungerà il grande schermo nel 2001 suonando la batteria nel film Rock Star con Mark Wahlberg e Jennifer Aniston. Parteciparono al film anche noti personaggi della scena musicale come Zakk Wylde, Jeff Pilson e Jason Bonham. Il batterista Bobby Rock, ex compagno nei Vinnie Vincent Invasion, sostituì Elias in occasione di alcuni concerti tra il 2003 e il 2004, per poi lasciare il posto a Timothy DiDuro proveniente dagli Skid Row. Dal 2011 il nuovo batterista è Zoltan Chaney, già nella band solista del cantante Vince Neil dei Mötley Crüe.

## Formazione

### Formazione attuale
- Mark Slaughter – voce, chitarra ritmica, tastiere, piano, tamburello (1988-presente)
- Dana Strum – basso, cori (1988-presente)
- Jeff Blando – chitarra solista, cori (1988-presente)
- Zoltan Chaney – batteria, cori (2011-presente)

### Ex componenti
- Tim Kelly – chitarra solista, cori (1988-1995, 1995-1998; deceduto nel 1998)
- Blas Elias – batteria, percussioni, cori (in studio) (1988-2003)

### Turnisti
- Dave Marshall – chitarra solista, cori (1995, 1998)
- Bobby Rock – batteria (2003-2004)
- Timothy DiDuro – batteria (2006)

## Discografia

### Album in studio
- 1990 - Stick It to Ya
- 1992 - The Wild Life
- 1995 - Fear No Evil
- 1997 - Revolution
- 1999 - Back to Reality

### Album dal vivo
- 1990 - Stick It Live
- 1998 - Eternal Live
- 2002 - Extended Versions

### Raccolte
- 1995 - Mass Slaughter: The Best of Slaughter
- 2002-  Then and Now
- 2006 - The Best of Slaughter
- 2011 - 10 Great Songs
- 2014 - Icon